# Folklorni ansambl „Rožaje”
Folklorni ansambl „Rožaje” je osnovan 15. aprila 2004. godine u okviru Centra za kulturu iz Rožaja. Od tada uspješno učestvuje u očuvanju tradicije i kulture naroda Crne Gore kao i naroda susjednih zemalja kroz muziku, ples, pjesmu i nošnju.
Godine 2014, godine nakon odluke lokalne uprave BS da izopšti ansambl iz Centra za kulturu, ansambl se registruje u nevladino udruženje i mijenja ime u Folklorni ansambl „Rožaje”
Takođe uspješno učestvuje u okupljanju mladih ljudi i najvažnije baštini kulturu i tradiciju naroda iz Sandžaka, i ostalih naroda koji žive u Crnoj Gori. U svom repertoaru ansambl ima narodne igre iz Sandžaka, Crne Gore kao i igre iz Srbije i Kosova i Metohije.
Ansambl ima veliki broj nagrada i priznanja, učestvovao je na mnogim festivalima u zemlji, predstavljao je Crnu Goru na mnogim festivalima u inostranstvu: Njemačkoj, Švajcarskoj, Luksemburgu, Rumuniji, Sloveniji, Bugarskoj, Turskoj i mnogim drugim...
Ansambl broji više od 120 članova svih uzrasta. Koreograf i umjetnički rukovodilac ansambla je Mervad Meco Nurković.

## Galerija
- Igre iz Rožaja
- Crnogorska muška nošnja
- Folklorni ansambl "Rožaje" Turska 2017
- Igre iz Rožaja
- Koreograf Meco Nurković
- Igre iz Sandžaka
- Koreograf (desno) i asistent koreografa (lijevo) sa prvom nagradom

## Video snimci
- Folklorni ansambl "Rožaje" - Bošnjačke igre iz Rožaja
- Folklorni ansambl "Rožaje" - Bošnjačke igre iz Sandžaka
- Folklorni ansambl "Rožaje" - Igre iz Crne Gore
- Folklorni ansambl "Rožaje" - Igre iz Vranja
- Folklorni ansambl "Rožaje" - Igre iz Rugove i Borba za Djevojku i Shota
- Folklorni ansambl "Rožaje" - Čobanske igre
- Folklorni ansambl "Rožaje" - Igre iz Šumadije
- Folklorni ansambl "Rožaje" - Nastup u Bursi

## Spoljašnje veze
- Folklorni ansambl "Rožaje" Website
- Folklorni ansambl "Rožaje" Facebook